# Акт (сликарство)
Акт је естетски схваћена представа нагог људског тела. Може то да буде цртеж, сликарско дело, дело фотографије или вајарско дело. За разлику од порнографије ова дела нису намењена да утичу на сексуалне нагоне и имају за циљ да говоре о чистим ликовним вредностима. Границе између акта и порнографије није стална и зависи од културних и религиозних утицаја у друштву и личних искустава код посматрача.

## Уметници
Међу најзначајније уметнике који су радили актове, спадају;
- Сликари: Микеланђело Буонароти, Албрехт Дирер, Пјер Огист Реноар, Анри Матис, Густав Климт, Вилијам Адолф Бугро...
- Вајари: Огист Роден,...
- Фотографи: Ман Реј,...

## Галерија
- Албрехт Дирер, Аутопортрет као акт 1503
- Жорж Сера, Стојећи модел 1887
- Томас Акинс Пливање 1885
- Frans Kopelar, Ležeći akt 2004
- Микеланђело, Давид (Скулптура)
- Јулес-Јосепх Лефебвр, Акт 1875